# Nuoto ai Giochi della XXIX Olimpiade - 10 km femminili
Alla gara presero parte 25 atlete. L'oro andò alla russa Larisa Il'čenko.
La gara si è svolta il 20 agosto.

## Risultati
| Posizione | Atleta                         | Paese         | Tempo     | Distacco |
| --------- | ------------------------------ | ------------- | --------- | -------- |
|           | Larisa Il'čenko                | Russia        | 1:59:27.7 |          |
|           | Keri-Anne Payne                | Gran Bretagna | 1:59:29.2 | 1.5      |
|           | Cassandra Patten               | Gran Bretagna | 1:59:31.0 | 3.3      |
| 4         | Angela Maurer                  | Germania      | 1:59:31.9 | 4.2      |
| 5         | Ana Marcela Cunha              | Brasile       | 1:59:36.8 | 9.1      |
| 6         | Swann Oberson                  | Svizzera      | 1:59:36.9 | 9.2      |
| 7         | Poliana Okimoto                | Brasile       | 1:59:37.4 | 9.7      |
| 8         | Jana Pechanová                 | Rep. Ceca     | 1:59:39.7 | 12.0     |
| 9         | Andreína del Valle Pinto Pérez | Venezuela     | 1:59:40.0 | 12.3     |
| 10        | Martina Grimaldi               | Italia        | 1:59:40.7 | 13.0     |
| 11        | Marianna Lymperta              | Grecia        | 1:59:42.3 | 14.6     |
| 12        | Teja Zupan                     | Slovenia      | 1:59:43.7 | 16.0     |
| 13        | Yurema Requena                 | Spagna        | 1:59:46.9 | 19.2     |
| 14        | Edith van Dijk                 | Paesi Bassi   | 2:00:02.8 | 35.1     |
| 15        | Melissa Gorman                 | Australia     | 2:00:33.6 | 1:05.9   |
| 16        | Natalie du Toit                | Sudafrica     | 2:00:49.9 | 1:22.2   |
| 17        | Daniela Inácio                 | Portogallo    | 2:00:59.0 | 1:31.3   |
| 18        | Eva Berglund                   | Svezia        | 2:01:05.0 | 1:37.3   |
| 19        | Fang Yanqiao                   | Cina          | 2:01:07.9 | 1:40.2   |
| 20        | Imelda Martínez                | Messico       | 2:01:07.9 | 1:40.2   |
| 21        | Aurélie Muller                 | Francia       | 2:02:04.1 | 2:36.4   |
| 22        | Chloe Sutton                   | Stati Uniti   | 2:02:13.6 | 2:45.9   |
| 23        | Natalya Samorodina             | Ucraina       | 2:10:41.6 | 11:13.9  |
| 24        | Antonella Bogarin              | Argentina     | 12:08.2   |          |
| -         | Kristel Köbrich                | Cile          | RIT       |          |